# Maureen Drake
Maureen Drake (Toronto, Canadá, 21 de marzo de 1971) es una extenista canadiense. Se retiró en septiembre de 2010 y llegó a alcanzar el puesto número 47 del ranking de la WTA.